# ベアトリス・ロドリゲス
ベアトリス・ロドリゲス（ Béatrice Rodriguez 1959年10月19日-) はフランスの柔道選手。現役時代は56kg級の選手

## 人物
1982年にヨーロッパ選手権56kg級で優勝すると、その勢いで、地元フランスのパリで開催された世界選手権でも優勝を飾った。その後は1986年の世界選手権でも3位となった。

## 主な戦績
- 1981年 - イギリス国際　優勝
- 1982年 - ドイツ国際　3位
- 1982年 - ヨーロッパ選手権　優勝
- 1982年 - 世界選手権　優勝
- 1983年 - ヨーロッパ選手権　3位
- 1983年 - 福岡国際　3位
- 1984年 - ドイツ国際　優勝
- 1984年 - ヨーロッパ選手権　3位
- 1984年 - 世界学生　優勝
- 1985年 - ヨーロッパ選手権　優勝
- 1986年 - ヨーロッパ選手権　優勝
- 1986年 - 世界選手権　3位
- 1987年 - オーストリア国際　3位